# SuperSeaCat

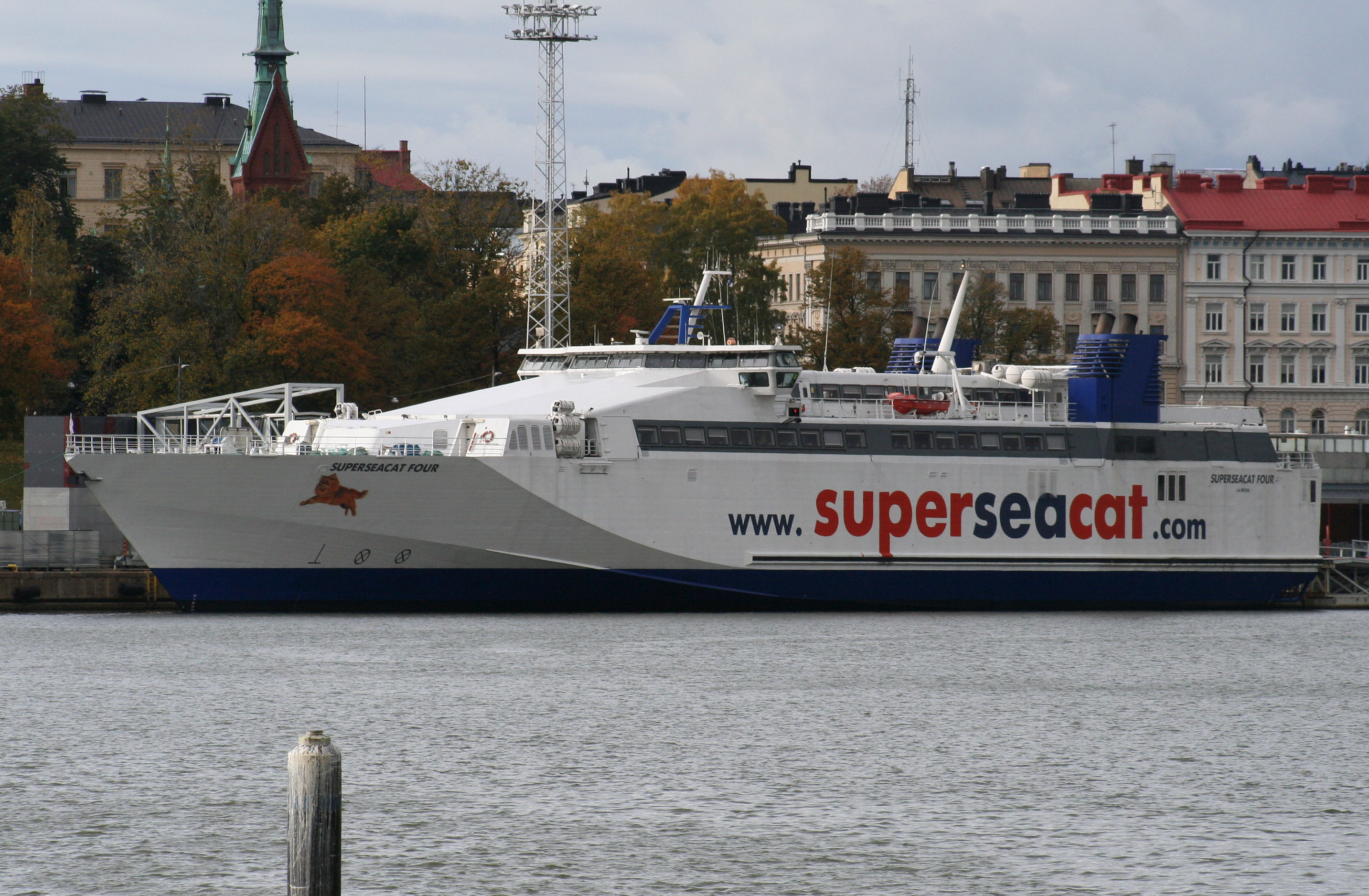
HSC SuperSeaCat Four in Helsinki, 2007

SuperSeaCat era una compagnia di navigazione operante collegamenti veloci fra Helsinki, Finlandia e Tallinn, Estonia durante gli anni 2006—2008. La proprietà era ripartita da Sea Containers e dalla greca Aegean Speed Lines.
Il termine SuperSeaCat è stato utilizzato come nome per i traghetti veloci Sea Containers dal 1997. Dall'anno 2000 in poi la operava con un SuperSeaCat (dopo tre) sotto il marchio Silja Line fra Helsinki e Tallinn. Nel 2006 Sea Containers vende Silja Line a Tallink, un competitore di mercato traghetti nel Mar Baltico. Ad ogni modo, i Silja Line SuperSeaCat non possono essere inclusi nel pacchetto di vendita in quanto in contrasto con le leggi di libera concorrenza, sulla tratta Helsinki—Tallinn. Come risultato Sea Containers istituisce SuperSeaCat come una nuova azienda che continua il traffico sulla rotta. Nel 2008 SeaContainers vende il 50% di SuperSeaCat alla greca Aegean Speed Lines.
Il 15 ottobre 2008 SuperSeaCat cessa le operazioni per mancanza di fondi e per incremento della competizione.  SuperSeaCat viene dunque dichiarata in bancarotta.

## Navi
- HSC SuperSeaCat Three
- HSC SuperSeaCat Four